# The Woman Hater (film, 1910)

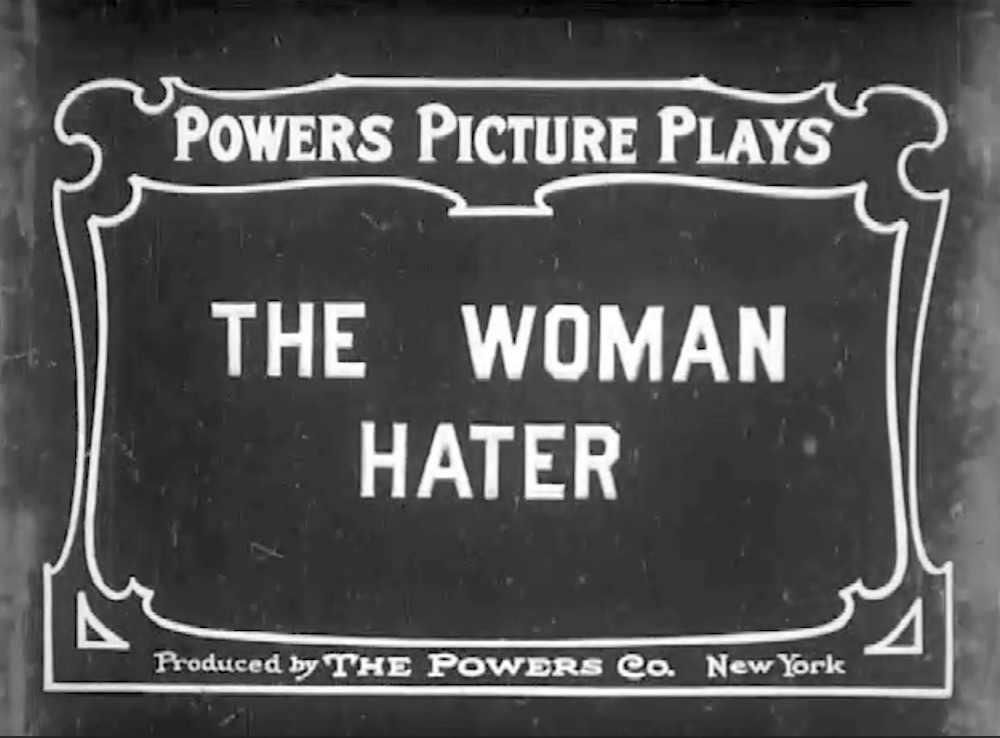
Titre du film.

Pour les articles homonymes, voir The Woman Hater.
The Woman Hater est un film américain réalisé par Joseph A. Golden et produit par Powers Picture Plays, sorti en 1910.

## Synopsis
Un prétendant mécontent, prétendant détester toutes les femmes, change de ton après que sa petite amie soit venue à son aide.

## Fiche technique
- Réalisation : Joseph A. Golden
- Producteur : Pat Powers
- Distributeur : Motion Picture Distributing and Sales Company
- Date de sortie :
  - États-Unis : 26 novembre 1910

## Distribution
- Pearl White
- Stuart Holmes

## Statut du film
Une copie du film a été redécouverte en 2010 en Nouvelle-Zélande. Elle dure 13 minutes mais est incomplète, et est conservée au  National Film Preservation Foundation et aux New Zealand Film Archive.